# Margit Danÿ
Margit Danÿ (Micălaca, 5 febbraio 1906 – Atene, 22 gennaio 1975) è stata una schermitrice ungherese, vincitrice di due medaglie d'oro ed una di bronzo ai Campionati Internazionali di scherma.